# Incisalia clarki
Incisalia clarki är en fjärilsart som beskrevs av Freeman 1938. Incisalia clarki ingår i släktet Incisalia och familjen juvelvingar. Inga underarter finns listade i Catalogue of Life.